# Тауке-хан
Тауке Мухаммад Багадур-хан Газі (каз. Тәуке хан; 1635-1718) — казахський правитель, хан Казахського ханства від 1680 до 1715 року.

## Життєпис
Був сином хана Жангіра.
У 15-річному віці батько відрядив його до правителя Кашгарії, Абдаллах-хана, для підтримання мирних відносин між двома державами. Ще до того як Тауке став верховним правителем він був султаном Молодшого жуза, а з 17 років — його ханом. ДО початку 1670-их років зумів придушити міжусобну боротьбу в казахському степу, а згодом об'єднав навколо себе більшість казахських племен і родів.
Після смерті батька старшини багатьох родів проголосили Тауке ханом. Одночасно йому було надано почесні військові звання багадура й газі. За його правління Казахське ханство зазнавало постійних набігів: з заходу казахам дошкуляли волзькі калмики та яїцькі козаки, з півночі кордони ханства атакували сибірські козаки, за Яїком — башкири, з півдня наступали бухарці та хівінці, проте головна небезпека походила зі сходу, з боку Джунгарського ханства.
Тауке-хан не зумів зупинити джунгарів, і 1681 року війська Галдана перетнули річку Чу. До 1685 року Галдан Бошогту здійснив сім військових походів проти південних казахів, киргизів і міського населення Сайрама й Андижана, щоб змусити їх прийняти замість ісламу ламаїзм. 1683 року в одній із битв до нього в полон потрапив син хана Тауке. На свої землі Галдан повернувся лише за 14 років завдяки зацікавленому посередництву нового голови Джунгарії — Цеван Рабдана.
Період 1723-1726 років у казахів названий «роками великої біди». 1718 року джунгари здійснили стрімкий похід до Сирдар'ї. На меті у них було захоплення ставки казахських ханів, чия влада до того часу лише формально поширювалась на всі три жузи, вниз течією Сирдар'ї до Аральського моря. Невдовзі після смерті Тауке-хана у всіх трьох жузах з'явились свої хани. Від тієї пори жузи перетворились на самостійні ханства, які, однак, не мали особливих назв.
Тауке-хан вважається основоположником звичайного права казахів, оскільки саме за нього відбулось остаточне оформлення юридичної системи казахського суспільства, створено кодекс законів «Жети-жарги». Він упорядкував діяльність біїв, зробивши засідання бійської ради постійними та регулярними. Бійські ради перетворились на важливий державний орган, що здійснює прямі та зворотні зв'язки в системі владних відносин. Таким чином, авторитет влади серед простого народу стрімко зростав, що дозволило динамічно розвивати політичну ситуацію в країні.